# Waldeck L'Huillier
Pour les articles homonymes, voir L'Huillier.
Waldeck Gabriel L'Huillier, né le 27 mai 1905 à Chauvigny et mort le 4 février 1986 à Paris, est un homme politique français. Membre du Parti communiste français, il est maire de Gennevilliers de 1945 à 1973, ainsi que député et sénateur.

## Biographie
Son père lui donne le prénom de Waldeck en référence à l'ancien président du conseil Pierre Waldeck-Rousseau qu'il admirait. Orphelin à l'âge de cinq ans, Waldeck L'Huillier est élevé par sa grand-mère maternelle qui le place dans une école religieuse à Châtellerault. Il loge ensuite chez une tante à Saint-Denis, en région parisienne et travaille comme apprenti dessinateur tout en poursuivant des études par correspondance auprès de l'École spéciale des travaux publics.
Il adhère dès 1921 aux Jeunesses communistes où il rencontre Jacques Doriot et Henri Lozeray notamment. Il déménage à Carrières-sur-Seine en 1923. Inscrit au Conservatoire des arts et métiers, Waldeck L'Huillier devient ingénieur en 1927 et est aussitôt envoyé à Mayence pour son service militaire. À la suite de sa participation à la propagande, pourtant interdite, en faveur de la défense des ouvriers allemands, il est condamné à deux ans de prison.
En 1930, Waldeck L'Huillier s'installe à Gennevilliers, une ville qu'il va marquer durablement. Dès 1931, il dirige la section communiste de la ville et participe à la victoire de Jean Grandel en 1934. Il devient deuxième adjoint au maire, chargé des travaux et de la culture. Avec Grandel, il bénéficie des conseils expérimentés du maire communiste d'Ivry-sur-Seine, Georges Marrane.
En 1935, Waldeck L'Huillier est nommé directeur d'une nouvelle école du Parti communiste dont Étienne Fajon, député de Courbevoie et directeur de L'Humanité, et Georges Politzer sont professeurs.
Il épouse Louise Bouvier, communiste et militante à la Confédération générale du travail, le 20 avril 1937. Le couple a une fille en 1939, Marie-Claude.
À la Libération, il devient maire de Gennevilliers et participe à la reconstruction de la ville qui a souffert des bombardements. Waldeck L'Huillier est également élu secrétaire général de l'association des maires de la Seine, puis député en 1946.
En 1963, il est élu secrétaire général de la fédération nationale des élus républicains municipaux et cantonaux.

## Mandats

### Mandats locaux
- Adjoint au maire PCF de Gennevilliers (1934-1939) ;
- Maire PCF de Gennevilliers (1944-1973) ;
- Conseiller général de la Seine (1944-1948 ; 1959-1967) ;

### Mandats nationaux
- Sénateur de la Seine (1959 - 1962) ;
- Député de la Seine (1946 - 1951 ; 1962 - 1967) ;
- Député des Hauts-de-Seine (1967 - 1978) ;

## Publication
- Combats pour la ville, Paris, Éditions sociales, 1982

Il est cité dans la bande-dessinée Les cheminées rouges, 100 ans d'histoire des communistes du châtelleraudais, de Gilles Fromonteil et Lisa Avril, éditions Arts et loisirs de la Vienne, p.39.  (ISBN 978-2-9580785-0-8)

## Décorations
- Chevalier de la Légion d'honneur[4]
- Médaille de la Résistance française[4]